# We Young
We Young é o primeiro extended play do NCT Dream, a terceira subunidade do boy band sul-coreano NCT. Foi lançado pela S.M. Entertainment em 17 de agosto de 2017 e distribuído pela Genie Music. O mini-álbum inclui um total de cinco faixas.

## Antecedentes e composição
Foi revelado que o NCT Dream retornaria com seu primeiro EP em agosto. Em 9 de agosto de 2017, S.M. lançou os primeiros teasers de Mark no YouTube e a página oficial da subunidade.
O single principal, "We Young" é uma música de dance up-tempo de gênero de tropical house. O álbum contém quatro outras músicas, "La La Love", "Walk You Home", "My Page" e "Trigger the Fever", que gira em torno do tema do amor jovem e outros problemas que os adolescentes enfrentam.

## Promoção
NCT Dream realizou sua comeback showcase em 16 de agosto de 2017 no Gyeonggi-do Ilsan Hyundai Motor Studio Goyang; onde interpretaron por primera vez o "We Young". A subunidade teve sua primeira etapa de retorno em M! Countdown.

## Lista de faixas
| N.º            | Título                              | Duração |  |
| 1.             | "We Young"                          | 3:44    |  |
| 2.             | "La La Love"                        | 3:01    |  |
| 3.             | "같은 시간 같은 자리 Walk you home" | 2:55    |  |
| 4.             | "My Page"                           | 3:46    |  |
| 5.             | "We Young 青春漾 (Chinese Version)" | 3:43    |  |
| 6.             | "Trigger the fever (Bonus Track)"   | 3:26    |  |
| Duração total: | Duração total:                      | 20:58   |  |

## Histórico de lançamento
| Região           | Data                 | Formato             | Rótulo                       |
| ---------------- | -------------------- | ------------------- | ---------------------------- |
| No mundo inteiro | 17 de agosto de 2017 | Download digital    | SM Entertainment             |
| Coreia do Sul    | 17 de agosto de 2017 | Download digital CD | SM Entertainment Genie Music |